# الاستمتاع بمجد الآخرين

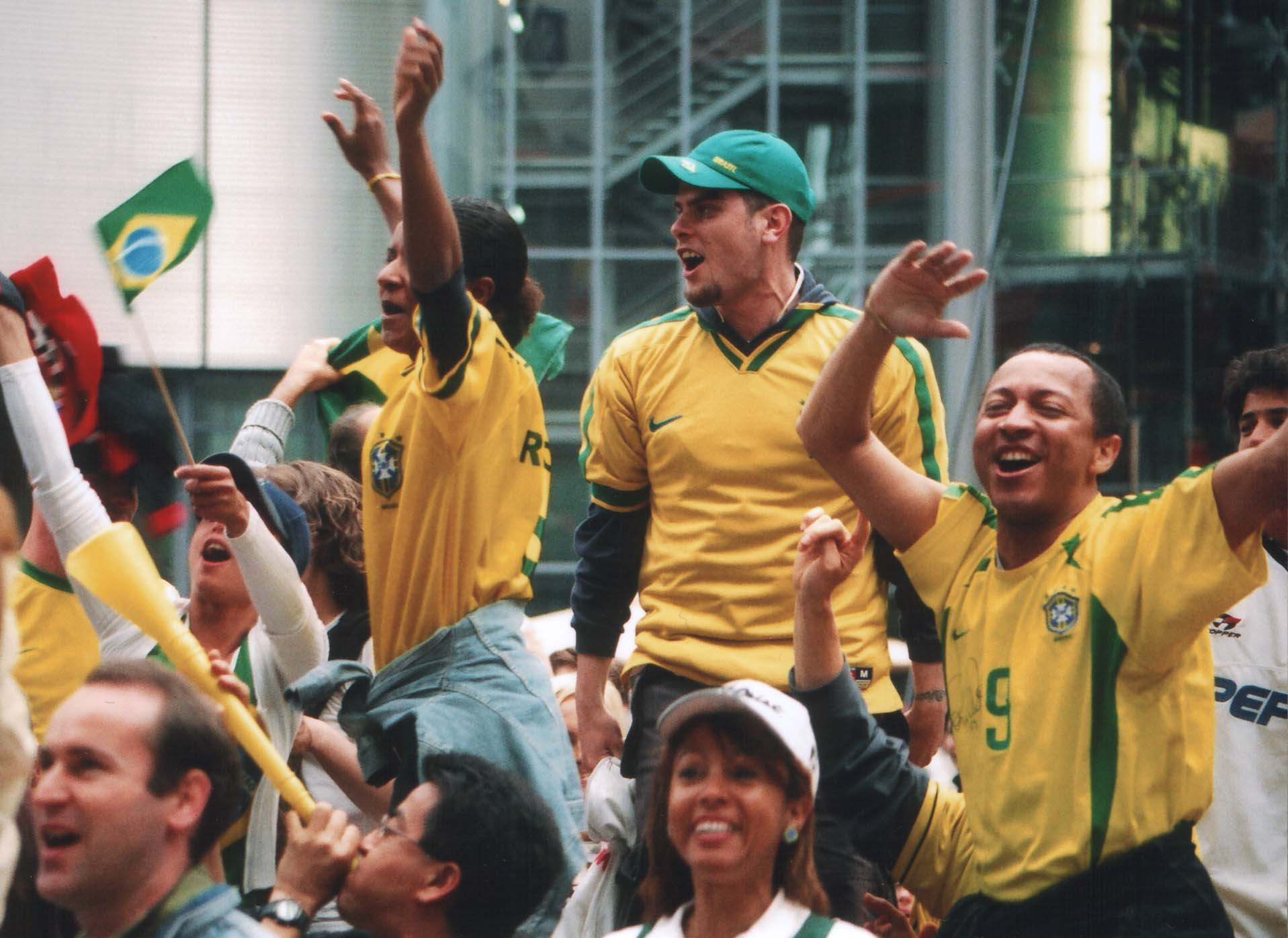
يحاول الإنسان بطرقٍ مختلفة تعزيز مكانته وثقته بنفسه، ويتمثل ذلك في الاستمتاع بمجد الآخرين، ومن الأمثلة على ذلك تعليق المشجعين على فريق كرة القدم بعد الفوز

يُشير مصطلح الاستمتاع بمجد الآخرين (بالإنجليزية: Basking in reflected glory)‏ إلى عملية معرفية في علم النفس المتعلق بالذات، حيث يرتبط الفرد بشكلٍ وثيق بأشخاص آخرين
ناجحين، ويشعر بالفخر عندما يحققون النجاح. وبالتالي، يعتبر النجاح الذي يتحقق للآخرين إنجازًا للفرد نفسه. ويُعد هذا المصطلح من المفاهيم الهامة في علم النفس الاجتماعي والذاتي، ويمكن أن يؤثر بشكل كبير على سلوك ونمط حياة الفرد، كما يُدرس في سياقات مختلفة مثل الرياضة والسياسة والأعمال وغيرها.
يحاول الإنسان بطرقٍ مختلفة تعزيز مكانته وثقته بنفسه، ومن بين هذه الطرق هو الارتباط بنجاح الآخرين، حيث يشعر بالراحة عند ربط نفسه بالنجاح الذي تحقق بدون المشاركة الفردية. ويتمثل ذلك في الاستمتاع بمجد الآخرين والترويج لارتباطه بأشخاص ناجحين من نفس المنطقة أو الديانة أو الفريق الرياضي وما إلى ذلك. ومن الأمثلة على ذلك تعليق المشجعين على فريق كرة القدم بعد الفوز، ووضع ملصقات على السيارات تتضمن إنجازات أطفالهم.
ويرجع الأمر في علم النفس الاجتماعي إلى أن هذا السلوك يمكن أن يعزز احترام الذات، ويساعد الفرد على تحسين إدارته الذاتية وتحقيق نجاحات أكبر في حياته. ومن أجل فهم هذه الظاهرة، يجرون علماء النفس الاجتماعي العديد من الدراسات التجريبية التي تساعدهم في تحليل وفهم تفاصيل هذا السلوك.
يرتبط الاستمتاع بمجد الآخرين بصلات مع نظرية الهوية الاجتماعية، والتي تشرح كيف يمكن تعزيز احترام الذات والتقييم الذاتي من خلال التماهي مع نجاح غير المكتسب لشخص آخر. وتُعتبر الهوية الاجتماعية مفهوم الذات المستمد من العضوية المتصورة للمجموعات الاجتماعية التي يشعر الفرد بالانتماء إليها، ويمكن أن يؤثر بشكل كبير على تقييم الذات وحالة الرفاهية النفسية للفرد. وعادة، يعتبر تقدير الذات العالي تصور الفرد لنفسه على أنه شخص جذاب وكفء ومحبوب وجيد أخلاقياً، وتصوّر امتلاك هذه الصفات يجعل الفرد يشعر كما لو كان أكثر جاذبية للعالم الاجتماعي الخارجي وبالتالي أكثر جاذبية للآخرين.
يُعَدُّ أسلوب الاستمتاع بمجد الآخرين واسع الانتشار وهاماً لإدارة الانطباع من أجل مواجهة أي تهديدات لتقدير الذات والحفاظ على علاقات إيجابية مع الآخرين. ويتضمن هذا الأسلوب بعض الآثار الإيجابية، مثل زيادة احترام الذات الفردية والشعور بالإنجاز، كما يمكن أن يُظهر فخر الذات والفخر بنجاح الفرد الآخر، الذي بدوره يعزز احترام الذات. ومع ذلك، يمكن أن يكون الاستمتاع بمجد الآخرين سلبيًا عند القيام به على نطاق واسع جداً، بحيث يصبح الفرد المنخرط في هذه الشعور موهومًا أو ينسى حقيقة أنه لم ينجز الحدث الناجح بالفعل.
عكس الاستمتاع بمجد الآخرين هو قطع الصلة بالفشل. وهذه الفكرة القائلة تقول إن الناس يميلون إلى النأي بأنفسهم عن الأفراد ذوي المكانة الدنيا لأنهم لا يريدون أن تتأثر سمعتهم من خلال الارتباط بالأفراد الذين يعتبرون فاشلين.

## النتائج التجريبية
أجرى روبرت سيالديني واحدة من أكثر الدراسات تأثيرًا عن هذه الظاهرة في عام 1976 والمعروفة باسم الدراسة الميدانية الثلاثة (كرة القدم). لقد اكتشف في هذه الدراسة أن الطلاب سعوا إلى الارتباط بفوز فريق كرة القدم في الجامعة من خلال ارتداء ملابس مدرسية محددة. لقد ربط هؤلاء الطلاب أنفسهم بالنجاح، على الرغم من أنهم لم يؤثروا أو يسببوا في النجاح بأي شكل من الأشكال.
ومن خلال ثلاث تجارب مختلفة، كان سيالديني قادرًا على إثبات ظاهرة الاستمتاع بمجد الآخرين. لقد أظهرت التجربة الأولى استمتاع الطلاب بمجد الفريق من خلال وجود ميل أكبر لدى الطلاب لارتداء الملابس تحمل ألوان الجامعة واسمها بعد فوز فريق كرة القدم في المباراة. وفي التجربة الثانية، استخدم المشاركون الضمير "نحن" لربط أنفسهم بمصدر إيجابي أكثر من مصدر سلبي. وقد ظهر هذا بشكل بارز عندما كانوا في حالة تعرضتهم سمعتهم للخطر. عندما يفشل الأفراد في مهمة ما، يكون لديهم ميل أكبر للانضمام إلى فائز، وميل أقل لربط أنفسهم بخاسر. وتكررت النتيجة في التجربة الثالثة التي تؤكد أن الطلاب استخدموا الضمير "نحن" أكثر عندما وصفوا فوزًا مقارنةً بعدم فوز فريق كرة القدم في جامعتهم.
وجد الباحثون أن الاستمتاع بمجد الآخرين هي محاولة لتحسين الصورة العامة للفرد، ويظهر الميل إلى تأكيد وجود صلة بمصدر إيجابي أقوى عندما تكون الصورة العامة للفرد مهددة. وهكذا، يستمتع الناس بمجد الآخرين لتعزيز احترامهم لذاتهم من خلال ربط أنفسهم بمصدر إيجابي.
يُعد الشعور بالمشاركة ضرورياً أيضًا لحدوث الاستمتاع بمجد الآخرين. فكثيرًا ما يُنظر إليه على أنه عملية معرفية تؤثر على السلوك.
في دراسة للباحث برنهاردت وآخرون نشرت عام 1998، قام الباحثون بفحص العمليات الفسيولوجية المتعلقة الاستمتاع بمجد الآخرين، وبالتحديد التغيرات في إنتاج هرمونات الغدد الصماء. فقد شاهد المشجعون فرقهم الرياضية المفضلة (كرة السلة وكرة القدم) تفوز أو تخسر. وحين مشاهدة فريقهم يفوز، زادت مستويات هرمون التستوستيرون عند الرجال، لكنها انخفضت أثناء مشاهدة فريقهم يخسر. وبالتالي، تُظهر هذه الدراسة أن العمليات الفسيولوجية قد تكون مرتبطة بهذه الشعور، بالإضافة إلى التغييرات المعروفة في تقدير الذات والإدراك.
عكس الاستمتاع بمجد الآخرين هو قطع الصلة بالفشل، وهي الفكرة التي تقول إن الناس يميلون إلى النأي بأنفسهم عن الأفراد ذوي المكانة الدنيا لأنهم لا يريدون أن تتأثر سمعتهم من خلال الارتباط بالأفراد الفاشلين.
في دراسة أجراها بون وآخرونفي عام 2002. أظهرت هذا التأثير في سياق سياسي. إذ فحصوا جدران المنازل التي وضع عليها ملصق أو لافتة واحدة على الأقل تدعم مرشحًا سياسيًا قبل أيام من الانتخابات في بلجيكا. وأبقت المنازل التي دعم سكانها المرشح الذي فاز ملصقاتها لفترة أطول بعد الانتخابات، في حين لم تبقى ملصقات الخاسرين طويلاً على الجدران. كما دُرس سلوك قطع الصلة بالفشل عند مشجعي كرة السلة بعد الهزيمة، حيث رفض المشجعون أخذ ملصق الفريق، وإزالوا ملصقاتهم، وتجنبوا المشجعين الآخرين وكانوا في مزاجٍ سيئ بعد الخسارة. وهكذا، فإن ميل الأفراد إلى إظهار ارتباطهم بمصدر ناجح وإخفاء ارتباطهم بفريق خاسر ظهر ضمن دراسات تجريبية.
تشير الدراسات التجريبية إلى أن الأفراد يسعون دون وعي إلى الانتماء والتأكيد على الذات من خلال الارتباط بأفراد ناجحين، حتى في المواقف التي تخضع للرقابة. ويتحقق ذلك عبر ارتداء ملصقات تحمل أسماء تجارية أو وضع الملصقات التي تشير إلى موهبة الأبناء على السيارات. وقد تأكد وجود هذه الشعور في كل من البيئة الطبيعية والتجريبية.

## المناهج النظرية الرئيسية
على الرغم من أن دراسات سيالديني قدَّمت مفهوم الاستمتاع بمجد الآخرين للجمهور وصلته بعلم النفس الاجتماعي، إلا أنه من الصعب جدًا صياغة تعريف قابل للتطبيق العملي. إذ مع مثل هذه المجموعة الواسعة من الأمثلة الممكنة، لا توجد معايير محددة يمكن من خلالها التعرف على حالة الاستمتاع بمجد الآخرين بوضوح.
تتمثل هذه الشعور، وفقًا للتعريف الكلاسيكي، في شعور شخصي يشعر به فرد واحد يسعى إلى القبول أو الاحترام من خلال الربط بنجاحات الآخرين. ومع ذلك، في السنوات الأخيرة، تحدى التقدم التكنولوجي (بين مجالات أخرى) التعريف الكلاسيكي لظاهرة الاستمتاع بمجد الآخرين. فعلى سبيل المثال، عندما أصبحت أجهزة الكمبيوتر من شركة أبل ناجحة للغاية، لم يقتصر اهتمام الأفراد على شراء منتجاتها فحسب، بل سعوا أيضًا إلى الحصول على وظائف أو ارتباطات أخرى مع الشركة.
في الوقت الحاضر، يمكن للأفراد أن يتجلى استمتاعهم بمجد الآخرين في عدة طرق، وليس فقط عن طريق ربط أنفسهم بنجاحات أشخاص أو مجموعات أخرى كما كان يعتقد في الأصل من قبل سيالديني وغيرهم. بل إن الاستمتاع بمجد الآخرين يمكن أن يتمثل في ارتباط الفرد بأي شركة أو عمل أو نشاط يحظى بشعبية أو تقدير كبير في مجتمعه، ويعكس ذلك الرغبة في الانتماء إلى النجاح والتميز المشترك.
كما زادت منصات مثل فيسبوك وتويتر ومواقع الشبكات الاجتماعية الأخرى من ظاهرة الاستمتاع بمجد الآخرين وعلاقتها بالعلامات التجارية الشهيرة، حيث تتيح للجميع نشر علاقاتهم أو ارتباطاتهم مع الشركات الشهيرة ووسائل الإعلام والشركات وما إلى ذلك. ومن الجوانب المثيرة للاهتمام أيضًا، أنه يمكن للجميع الآن متابعة رياضيين وممثلين وشخصيات عامة أخرى على منصات التواصل الاجتماعي مثل فيسبوك وتويتر، مما يتيح لهم إقامة اتصالات أكثر قوة مع هؤلاء المشاهير والتعرف عليهم بشكل أفضل، وبالتالي يزيد من متعة استمتاعهم بمجد الآخرين. وبالتالي، فإن انتشار التكنولوجيا لم يزيد فقط من العوالم التي يمكن للأفراد الاستمتاع بمجد الآخرين فيها، بل زاد أيضًا من سهولة المشاركة في هذا الاستمتاع. فالتكنولوجيا توفر العديد من الأدوات والمنصات التي تسمح للأفراد بمشاركة انطباعاتهم وآرائهم والتواصل مع الآخرين بسهولة، مما يجعل الاستمتاع بمجد الآخرين أكثر وصولًا وشيوعًا من أي وقت مضى.
تشمل المناهج النفسية للاستمتاع بمجد الآخرين مجموعة واسعة من النهج والمدارس النفسية المختلفة. بعض هذه النهج تشمل نهج الكاتب والناقد الأدبي لودفيغ لويسون السلوكي، ونهج تشارلز داروين التطوري، وإلى حد ما حتى نهج سيغموند فرويد في الديناميكية النفسية. كل هذه المناهج تسعى لفهم الطرق التي يمكن للأفراد أن يشعروا بالاستمتاع بمجد الآخرين وتفسير الظواهر النفسية والاجتماعية المرتبطة بهذه الظاهرة.
يرتبط النهج السلوكي ارتباطاً وثيقاً بالاستمتاع بمجد الآخرين، حيث يقوم بتحليل سلوك الآخرين ونجاحهم، ويدرس كيفية تعلم الأفراد من سلوك الآخرين الناجحين. وعندما يشارك الفرد في مراقبة هذا السلوك، يمكنه معرفة الإجراءات والأفراد الناجحين أو الأكثر شعبية. ومن ثم، يمكنه بعد ذلك الانخراط في الاستمتاع بمجد الآخرين عن طريق ربط نفسه بتلك الإجراءات أو الأفراد.
يمكن استخدام نهج داروين التطوري أيضًا لتحليل الاستمتاع بمجد الآخرين، نظرًا للفكرة الكامنة وراء البقاء للأصلح. ففي علم النفس المعاصر، ينطبق البقاء للأصلح على تحقيق أكبر قدر ممكن من النجاحات لضمان انتقال جينات الفرد إلى الأجيال القادمة. ومن هذا المنظور البيولوجي، فإن الأفراد الذين يحظون بالمزيد من الشعبية والاحترام، يمكنهم الحصول على فرص أكبر للتزاوج. ويمكن رؤية ذلك في الاستمتاع بمجد الآخرين، حيث يربط الأفراد أنفسهم بأفعال وأشخاص مشهورين أو جذابين أو محترمين حتى يُنظر إليهم على أنهم حققوا المزيد من النجاحات. لذلك، يمكن استخدام نهج داروين التطوري لفهم المزيد من العوامل التي تؤدي إلى الاستمتاع بمجد الآخرين والنجاح في المجتمع.
ويمكن كذلك تطبيق نظرية الديناميكية النفسية لفرويد لتفسير هذه الظاهرة، من حيث علاقة الأنا العليا بالأنا. تشير الأنا العليا إلى الصورة الذاتية المثالية، التي تشكل نظرة إلى الذات على أنها مثالية. في حين تشير الأنا إلى الذات الحقيقية، مما يعني وعينا وتصوراتنا عن أنفسنا الحالية. وبالتالي، إذا كان الفرد يسعى إلى اكتساب المزيد من الاحترام أو الشعبية، فقد تؤدي الأنا العليا إلى الاستمتاع بمجد الآخرين، حيث سيربط هذا الفرد نفسه بالكيانات الشعبية والمحترمة من أجل زيادة فكرة ذلك الفرد عن الأنا.

## دور انعدام الفردانية
ثمة تأثير آخر مهم بنفس القدر هو انعدام الفردانية، وهي حالة نفسية تتميز بفقدان جزئي أو كامل للوعي الذاتي، ومسؤولية متشعبة، وانخفاض القلق بشأن السلوك ممّا يؤدي إلى التخلي عن القواعد والقيود بسبب المشاركة في مجموعة. وحين يفقد الفرد إحساسه بذاته أثناء مشاركته في أنشطة المجموعة وخياراتها.
يتضمن انعدام الفردانية فقدان الإدراك الذاتي، والذي يمثل درجة تركيز الفرد على الذات ومعاييرها المهمة. وبسبب عدم تمييزهم عن الآخرين، يقل اهتمامهم بمعاييرهم الشخصية، ويتركز اهتمامهم على معايير المجموعة. وبدون عملية المقارنة للوعي الذاتي، تصبح القوى الظرفية الأكثر تأثيرًا، ومن المرجح أن يكون السلوك غير متوافق مع الموقف. وبالتالي، يؤدي انعدام الفردانية إلى تقليل الوعي الذاتي وتحويل الاهتمام إلى الأعراف الاجتماعية ومعايير المجموعة، مما يؤدي إلى سلوك جماعي غير متوافق مع الموقف.

## التطبيقات
يعتبر الاستمتاع بمجد الآخرين جانبًا شائعًا في الحياة اليومية. تشرح الحكايات والمشاهدات كيف يقيّم الناس علاقات مع أشخاص إيجابيين للغاية أو ناجحين. فالولايات والمدن تعرض أسماء مشاهير الفنانين والمرشحين السياسيين والفائزين بمسابقات الجمال وما إلى ذلك الذين ولدوا هناك. وعند اللقاء مع شخص ناجح أو مشهور، يمكن للفرد أن يروي قصة اللقاء عدة مرات من أجل االاستمتاع بمجد الآخرين لأنه يشعر بالفخر بعد لقاء مثل هذا الفرد. كما يرتبط الأفراد بشركات ومدارس معينة من أجل الاتصال بشخص مشهور يمثل هذه المنظمات. فالناس يسعون دائمًا لتعزيز احترامهم لذاتهم، لذلك يحاولون باستمرار الاستمتاع بالمجد المنعكس.
أمثلة إضافية من العالم الواقعي:
- التباهي بأحد الأقارب المشهورين (على سبيل المثال، "كان جدي الأكبر هو ابن عم الرئيس الأمريكي أبراهام لنكولن")
- وضع ملصق على السيارة المدرسة (على سبيل المثال، "جامعة فاندربيلت" أو "ولدي هو أحد نسور الكشافة")
- ارتداء قميص الفريق بعد الفوز (على سبيل المثال، ارتداء قميص غرين باي باكرز بعد سوبر بول 2011 أو ارتداء أدوات فريق سيهوكز أثناء وبعد الفوز بالمباراة)

## الجدليات
يعتقد معظم علماء النفس أن هذه النظرية صحيحة بناءً على الأبحاث والأدلة الجوهرية. ومع ذلك، من الصعب تحديد "الاستمتاع بمجد الآخرين" (نوقش ذلك في"المناهج النظرية الرئيسية").
ونظرًا لأن أمثلة الاستمتاع بمجد الآخرين مختلفة جدًا وفريدة من نوعها، فلا يوجد لها معيار محدّد. ويصفها التعريف الكلاسيكي بأنها شعور شخصي يمتلكه فرد يسعى إلى كسب القبول أو الاحترام من خلال ربط نفسه بنجاحات الآخرين. ومع ذلك، فقد حدّثت في السنوات الأخيرة تغييرات في الثقافة والصناعة غيّرت هذا التعريف. ومع هذه التغييرات، لا يرتبط الأفراد فقط بأشخاص آخرين، ولكن مع الشركات والعلامات التجارية والمؤسسات. ولقد خلقت هذه القدرة على التعامل مع أكثر من مجرد الجمهور للحصول على المكانة الاجتماعية حاجة إلى تعريف جديد للاستمتاع بمجد الآخرين

## القيود
القيود التي تنطبق على كل من "قطع الصلة بالفشل" و"الاستمتاع بمجد الآخرين" هي تصورات وتوقعات حول الأداء وكيف يكون لهما تأثير.
لقد وجد العديد من العلماء أن التأكيد وعدم التأكيد على النصر أو الخسارة المتوقعين لهما تأثير كبير على الاستمتاع بمجد الآخرين وقطع الصلة بالفشل. فعلى سبيل المثال، إذا توقع الشخص أن فريقه المفضل سيخسر، فمن غير المرجح أن يخشى الارتباط بهذا الفريق لأنه توقع الخسارة. وهذا يدعم فكرة أن الفرد من المرجح أن يشارك في الاستمتاع بمجد الآخرين أوقطع الصلة بالفشل إذا كانت صورته العامة معرضة لتهديد شديد. وبالإضافة إلى ذلك، تقتصر معظم الدراسات على اختبار التعرف على فريق واحد مفضل، ولم تجرى العديد من الدراسات حول آثار وجود عدة فرق مفضلة. كُتب في إحدى المقالات، يوحي بأن "بعض مشجعي الرياضة لديهم أكثر من فريق (مفضل) ويختارون التعرف على فريق فائز لتوفير المزيد من الفرص للتباهي بمجد الآخرين". وهذا الأمر يمكن أن يؤثر على حدوث الاستمتاع بمجد الآخرين وقطع الصلة بالفشل وبالتالي يحتاج إلى مزيد من التحقق.
وجدت دراسة نشرها الباحث سبينا في عام 2011 اختلافات كبيرة بين الذكور والإناث فيما يتعلق بالاستمتاع وقطع الصلة بالفشل.

## الاستنتاج
من خلال الملصقات على سيارة الوالدين المكتوب عليها "أنا فخور بابني المتفوق" أو ارتداء قمصان أو ملصقات فريق الرياضة المفضل، يحاول الناس تحسين تقديرهم الذاتي وثقتهم بأنفسهم من خلال الاستمتاع بانتصارات الآخرين والترويج لانتمائهم إلى أشخاص قويين / ناجحين.. إن الاستمتاع بمجد الآخرين يخلق مجد ذاتي ومرتبط بنظرية الهوية الاجتماعية.
لقد أجريت دراسات نفسية تؤكد أفكار ونظريات هذا الشعور.أفأول دراسة ريئسية أجريت بواسطة سيالديني أثناء بحثه عن الشعور في حالة الفوز والخسارة عند مشجعي كرة القدم. بينما أكد بوين وآخرون. أيضًا الشعور المعاكس وهو "قطع الصلة بالفشل" (فكرة أن الناس يميلون إلى النأي بأنفسهم عن الأفراد ذوي المكانة الدنيا).
إن الاستمتاع بمجد الآخرين ليس بالضرورة أمرًا سلبيًا ما لم يؤخذ إلى حدوده القصوى وينسى الفرد ذاته. ولقد أدى التطوّر التكنولوجي إلى زيادة الاستمتاع بمجد الآخرين؛ إذ يمكن لأي شخص الآن الإعلان عن علاقاته عن طريق فيسبوك وتويتر ومواقع الشبكات الاجتماعية الأخرى.

## مقالات ذات صلة
- إقناع